# Olaya (Bogotá)
Olaya Herrera  es un barrio ubicado en la localidad Rafael Uribe Uribe, perteneciente a la UPZ de Quiroga, al sureste de Bogotá. Su área total es de 274 283 m², de las cuales cerca de 67 mil pertenece al parque y escenario deportivo Enrique Olaya Herrera.

## Límites
- Norte: Avenida Mariscal Sucre (Carrera 24, barrio Centenario)
- Sur: Avenida Caracas (Carrera 14, barrio Gustavo Restrepo)
- Occidente: Calle 30 Sur (Barrio Quiroga)
- Oriente: Avenida Primero de Mayo (Calle 22 Sur)

## Acceso y vías
- Avenida Primero de Mayo
- Avenida Caracas
- Avenida 27 Sur
- Calle 30 Sur

## Rutas SITP

### Servicios troncales
- : Estación Olaya

## Sitios de interés
- Colegio Mayor de San Bartolomé - Sede Infantiles
- Parque Estadio Olaya Herrera
- Iglesia Nuestra Señora del Perpetuo Socorro
- Iglesia San José Obrero

## Educación
El barrio Olaya posee las siguientes instituciones educativas:
- Colegio San Ignacio del Loyola
- Colegio Antonio Baraya
- Jardín Infantil Marco A. Iriarte

## Actividad económica
El principal centro de salud para el barrio es el Centro Policlínico del Olaya, el cual cuenta con: clínica quirúrgica, ginecología, obstetrícia, unidades de cuidado intensivo, laboratorio clínico, urgencias, unidad renal y cirugía. Además de este, el barrio cuenta con diversos laboratorios, para exámenes de sangre, pruebas de embarazo y exámenes visuales.